# Творческое сообщество «Вольное Поселение Художников»
«Вольное Поселение Художников» — художественный, литературный и театральный салон, основанный в 1990 году художником Сергеем Тырышкиным. Располагался в самом центре Москвы по адресу Крапивенский переулок, дом № 4, квартира 25.
В программах салона участвовали писатели, поэты и драматурги Владимир Войнович, Юрий Мамлеев, Евгений Рейн, Иван Жданов, Ге́нрих Сапги́р, Наум Коржавин, Виктор Ерофеев, Лев Рубинштейн, Дмитрий Пригов, Александр Глезер, Валерия Нарбикова, Ярослав Могутин, Игорь Григорьев, Игорь Яркевич, Герман Лукомников (Бонифаций), Дмитрий Авалиани, Елена Кацюба, Константин Кедров, Нина Садур,  Ольга Седакова, Дмитрий Кузьмин, Марина Тёмкина, Лиза Лавинская, Алексей Дидуров.
В 1994 году в Вольном поселении художников состоялась персональная выставка Владимира Яковлева. Выставлялись живописцы Илона Гансовская, Олег Турков, Герман Виноградов, Валентин Хрущ, Сергей Тырышкин, Борис Серов, Виктор Павлов, Елена Сорокина, Юрий Плисс, Натта Конышева, Катя Медведева, фотограф  Игорь Стомахин.
Выступали музыканты Сергей Летов, Александр Александров (Фагот), Владимир Чекасин, Московский армянский хор, Московский фольклорный ансамбль.
Спектакль «Игра в классики» по одноимённому роману Хулио Кортасара игрался в пространстве Вольного поселения художников актёрами Ириной Гринёвой (Мага-Лусия), Андреем Звягинцевым (Автор), Владимиром Агеевым (Орасио) и Сергеем Герасиным (Осип) — участники этой постановки в дальнейшем вспоминали о ней как о начале своей карьеры. Александр Пепеляев, Робби Баарс и Ирина Кулакова выступали в спектакле «Школа для дураков» по одноимённому роману Саши Соколова.
Борьба городских властей с клубом продолжалась три года. В 1997 году эта оригинальная творческая площадка была окончательно ликвидирована.